# 코즈웨이베이

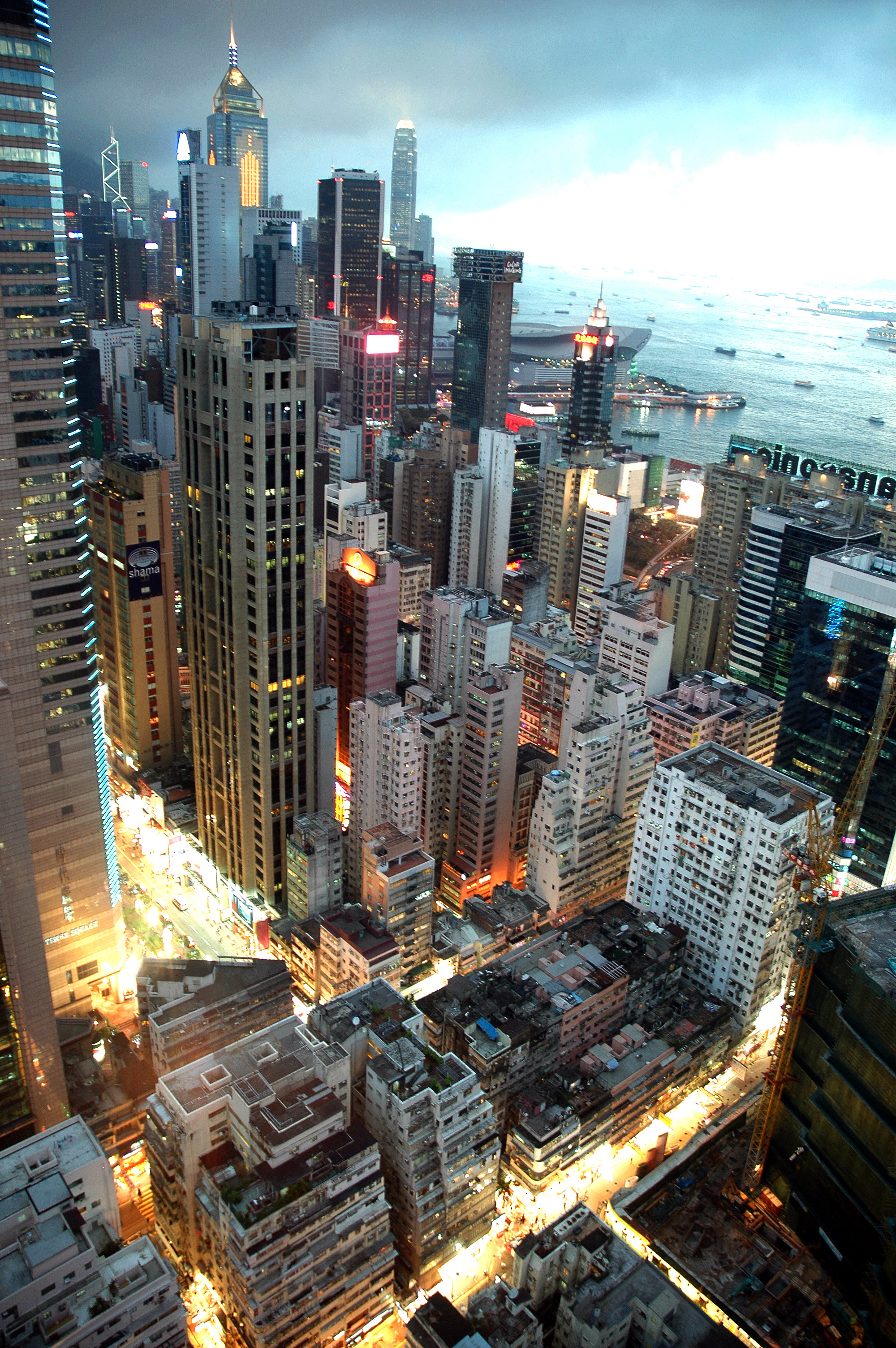
코즈웨이베이

코즈웨이베이(영어: Causeway Bay), 광둥어로 통로완 혹은 퉁로완(중국어 간체자: 铜锣湾, 정체자: 銅鑼灣, 병음: Tóngluó wān 퉁뤄완[*])은 홍콩섬 북부 완자이 구에 자리한 지역이다. 초고층 건물이 밀집해 있으며 쇼핑가가 조성되어 있다. 이곳의 쇼핑가는 세계에서 가장 임대료가 비싼 거리 중 한 곳이기도 하다.

## 위치

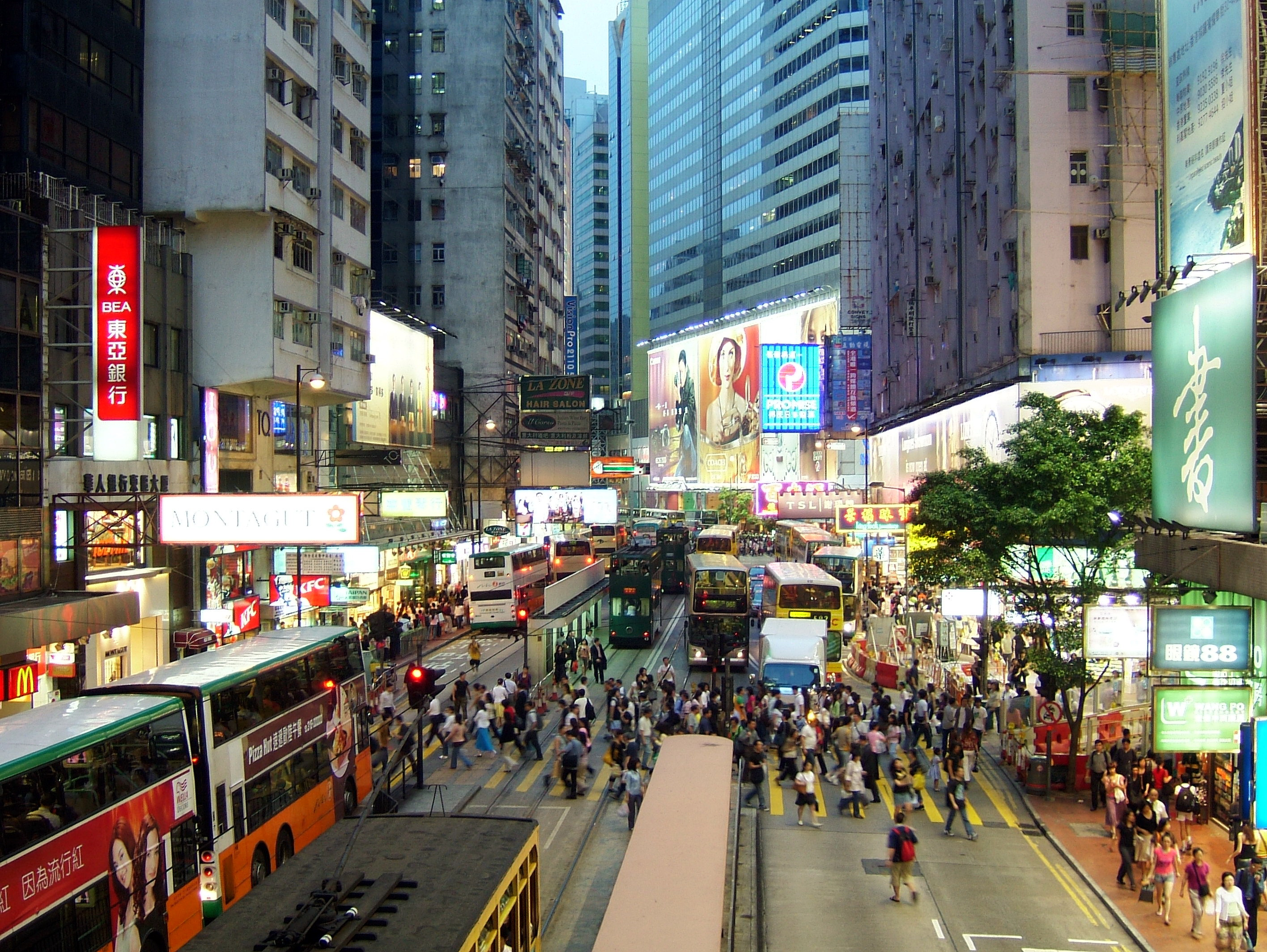
이워 가 교차로

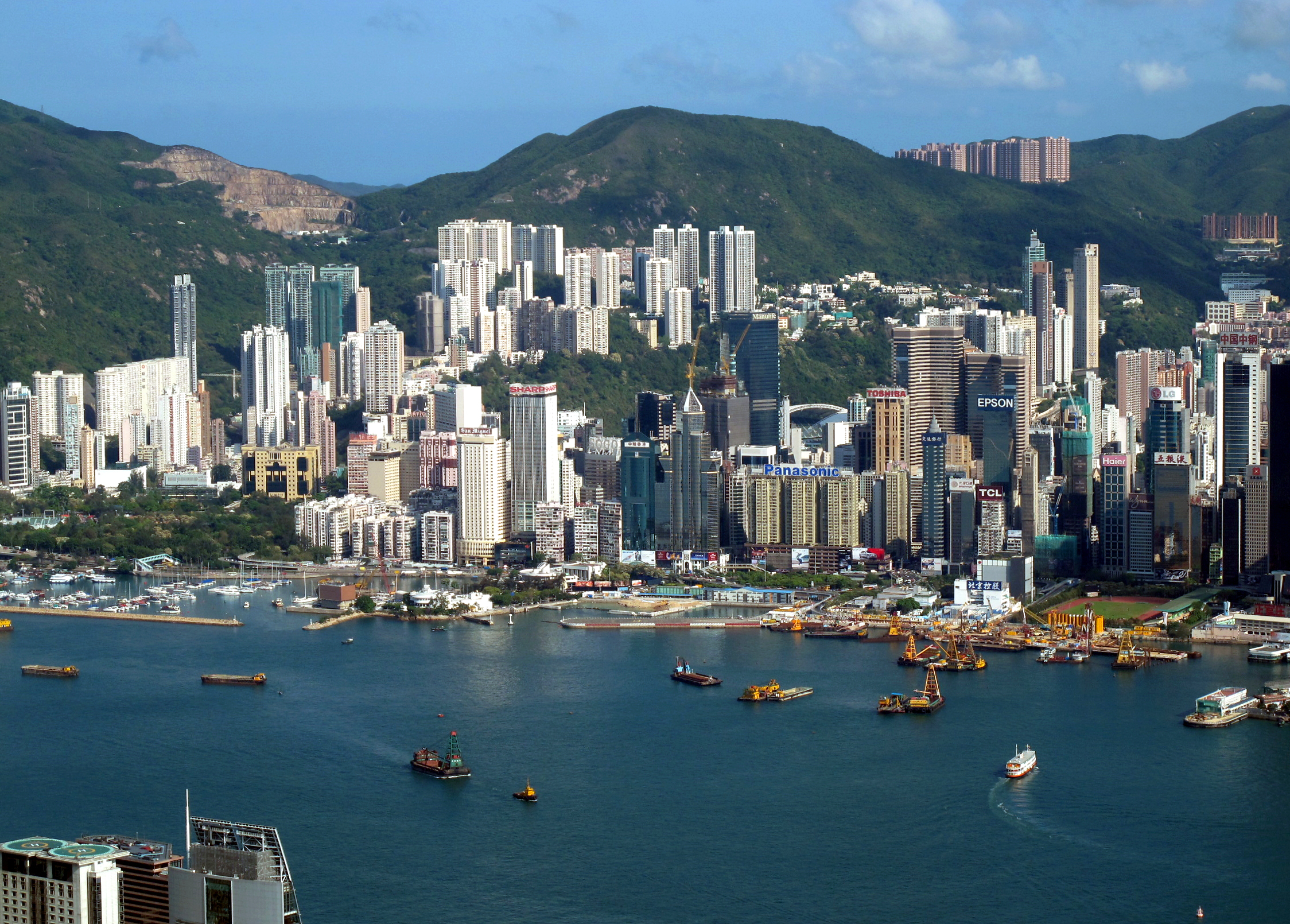
가우룽 반도에서 바라본 모습

코즈웨이베이는 홍콩섬의 동 구와 경계를 이룬다. 코즈웨이베이에는 칭풍 가, 코즈웨이베이 상가, 빅토리아 공원, 로열 홍콩 요트 클럽, 눈데이 건, 퀸스 칼리지, 홍콩중앙도서관 등의 명소가 있다. 코즈웨이베이 서쪽 경계는 캐널 로를 따라 그어지며, 이곳을 넘어가면 완자이에 이른다.
1982년 코즈웨이베이 북부와 남부가 구의회 선거의 동구 지역구로 묶이고, 나머지 지역인 코즈웨이베이 중부는 서쪽의 완자이구에 속하게 되었다. 하지만 선거구 경계와는 상관없이 행정구역상으로는 완자이구에 속했으므로, 완자이구 정부의 시행명령이 코즈웨이베이 전체에 시행됐다. 1994년부터 홍콩 구의회 선거에 소선거구가 도입되면서 코즈웨이베이 북부는 빅토리아파크 선거구로, 중부는 중앙업무지구로, 남부는 틴하우 선거구로 묶였다.
이후 각 지역구의 인구변화에 따라 2016년 1월 1일부로 완자이구와 동구 선거구의 경계가 조정됐다. 빅토리아 공원과 틴하우가 완자이구에 편입되었으며, 코즈웨이베이 전체가 완자이구 선거구에 들어가게 되었다.
코즈웨이베이 시장처럼 현지인들이 주로 찾는 곳이나 소방서, 복지부 등의 정부청사는 주로 동쪽 지역에 몰려 있으며, 업무지구와 쇼핑시설 등은 서쪽 지역에 몰려 있는 편이다.

## 역사

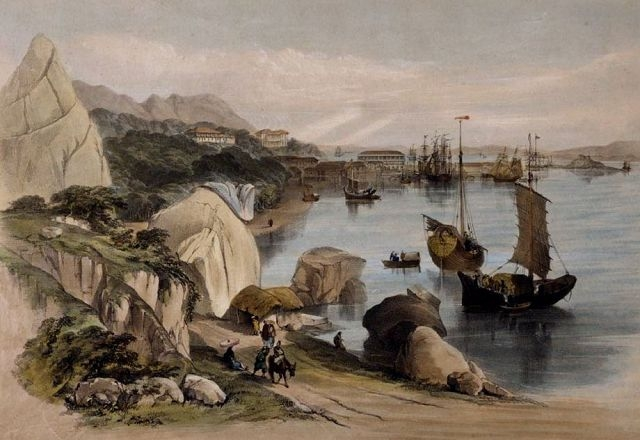
1846년경의 코즈웨이베이

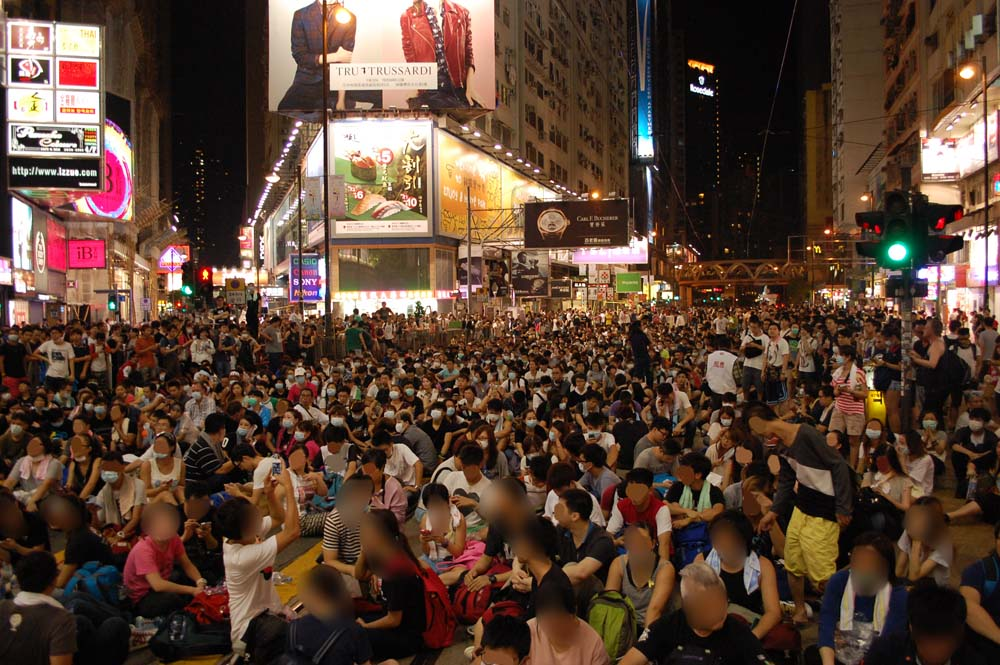
2014년 홍콩 시위 당시 코즈웨이베이 거리

옛날에는 코즈웨이베이 비풍당과 틴하우 사원이 들어서 있던 작은 어촌가였다. 지금은 도시개발과 대규모 간척 등으로 완전히 바뀌었지만 원래는 모래가 쌓인 퇴적지였다. 현재도 남아있는 퉁로완 거리는 이 당시의 해안가를 따라 지어졌기 때문에 그때의 지형을 어렴풋이 짐작해볼 수 있다. 초창기에는 둑길 (코즈웨이)부터 만들었으며, 지금은 코즈웨이 로로 남아 있다. 1950년대 들어 즈음에는 나머지 연안을 간척해 빅토리아 공원으로 조성하였고, 해안선이 좀 더 앞으로 전진하는 계기가 되었다. 비슷한 시기 제2차 세계대전 때 중완 차터로의 스태츄 광장에 서있다가 일본이 약탈해간 빅토리아 여왕동상이 다시 일본에서 반환되었다. 또 코즈웨이베이 연안에 있던 켈렛 섬은 간척과 더불어 육지와 이어져 더 이상 섬이 아니게 되었다.
코즈웨이베이에서 이워 가 (Yee Wo Street), 자딘스 상가 (Jardine's Bazaar), 자딘스 크레센트 (Jardine's Crescent) 등의 지명은 19세기 초 영국 식민정부가 이 일대 지역을 자딘스 사에 매각한 데에서 유래한 명칭이다. 또 그 일대가 빅토리아 시의 동쪽 해안선 끝쪽에 자리해 있다 하여 '이스트포인트' (East Point)라는 이름도 붙여졌다.
이스트포인트라는 지명은 코즈웨이베이에 흡수된 지 오래되었지만 아직도 쓰이고는 있으며, 이스트포인트 로라는 이름의 도로도 여전히 남아 있다. 이 도로는 간척이 진행되기 전 해안선을 따라 조성된 오래된 길목이다. 때문에 가끔씩 코즈웨이베이와 이스트포인트를 구분하지 못하는 경우가 생긴다. 원래 코즈웨이베이는 지금의 틴하우 역 부근에 있었으며, 코즈웨이베이 역 일대를 이스트포인트라 불렀다. 지금의 코즈웨이베이는 옛날에 비해 상당히 확장되어, 캐널 로와 그 일대, 그리고 응오겡 교 (Ngo Keng Kiu, 鵝頸橋)까지 뻗어 있다. 참고로 응오겡 교는 악귀를 쫓는 중국식 굿판이 자주 벌어지는 곳으로도 유명하다.

## 명소
코즈웨이베이는 홍콩을 대표하는 쇼핑지구 중 하나다. 일본계 백화점 소고, 타임스 스퀘어, 하이선 플레이스 등의 대형 쇼핑센터로 유명하다. 또 월드 트레이드 센터, 윈저하우스, 항룽센터, 패션아일랜드, 패션워크, 리 가든스, 리 가든스 투 등의 쇼핑센터도 들어서 있다. 코즈웨이베이는 홍콩에서 유통인구가 가장 많은 번화가 중 하나로, 자국산과 수입제품을 섞어파는 트렌디샵이 늘어서 있으며, 자정 이후까지도 문을 연다. 그 때문에 홍콩 젊은이들 사이에서는 만남의 장소로 통한다. 쇼핑가 외에도 더 익셀시어, 리걸 홍콩 호텔 등의 대형호텔이 있으며, 중소호텔도 많이 들어서 있다.
코즈웨이베이에는 '눈데이 건' (Noonday Gun)이란 곳이 있는데, 말 그대로 정오가 될 때면 포를 쏘던 곳이다. 식민지 시절 자딘 매터슨 사에서 옛 켈렛 섬 동쪽지점의 빅토리아 항 연안가에서 매일 정오에 포를 쏘았고, 그것이 수십년간 이어져 홍콩의 옛 세대에서는 일종의 시간 알리미로 삼았다. 그 전통이 오늘날까지도 이어져 매 정오때마다 포를 쏘는 행사가 이뤄지고 있다. 노엘 카워드의 노래 <미친개와 영국사람들> (Mad Dogs and Englishmen)에서도 언급된 바 있다.
다음은 코즈웨이베이의 주요 명소이다. 코즈웨이베이 서부에 있는 곳에는 '완자이' (Wan Chai)란 말이 앞에 붙기도 하지만, 코즈웨이베이의 경계가 되는 캐널 로 너머에는 위치해 있지 않아 기본적으로는 코즈웨이베이에 있는 곳이라는 점에 주의하라.
- 빅토리아 공원 - 빅토리아 여왕 동상이 있다.
- 눈데이 건
- 홍콩 중앙도서관
- 로열 홍콩 요트 클럽 - 식민지 시절 창설된 요트 시설
- 소고 (Sogo)
- 타임스 스퀘어
- 월드 트레이드 센터
- 하이선 플레이스
- 윈저 하우스
- 펄시티 맨션
- 패션 워크

## 교통

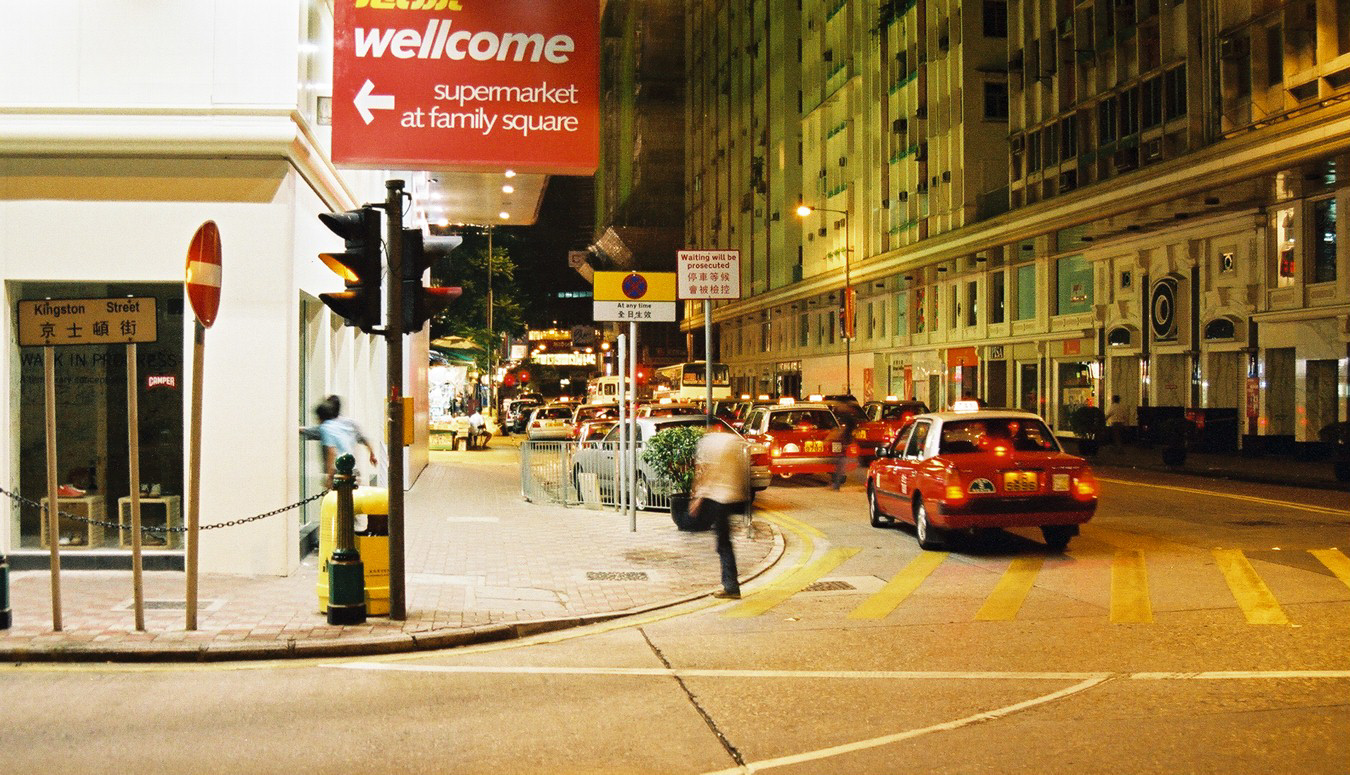
한밤중의 코즈웨이베이 거리

### 주요 도로
- 킹스 로드 (King's Road)
- 코즈웨이 로
- 글로스터 로
- 캐널 로
- 헨시 로
- 이워 가 (Yee Wo Street)

### 대중교통
- 홍콩 지하철 (MTR) - 공도 선 틴하우 역, 코즈웨이베이 역
- 홍콩 트램 - 케네디타운, 해피밸리, 위티 가 방면
- 버스
  - 산가이 퍼스트 버스: 2X, 2A, 2, 8, 23, 25, 38, 42, 106, 112, 116, N122, N8
  - 시티버스: 5, 8X, 10, 11, 72, 92, 592, 103, 170, 619, 690, 962, N962
- 미니버스
  - 녹색버스: 4A, 4B, 4C, 5, 10, 11, 14M, 21A, 21M, 25, 28, 30, 31, 36X, 39M, 40, 56, 69X, 9
  - 적색버스: 사이완-코즈웨이베이, 코즈웨이베이-사우게이완, 템플힐 (츠완산)-코즈웨이베이